# Feminismo analítico
O feminismo analítico é uma linha do corrente filosófica que aplica conceitos e métodos analíticos a questões e percepções feministas. Como todas as formas de feminismo, o seu objectivo é reconhecer e contestar o sexismo e androcentrismo. É considerada uma subcategoria da filosofia analítica.

## História
O termo “feminismo analítico” remonta ao início da década de 1990, quando a Sociedade para o Feminismo Analítico (Society of Analytical Feminism) foi criada na Universidade de Massachusetts Lowell, tendo sido cunhado com o propósito de se criar uma vertente onde era possível explorar, discutir e examinar questões relativas ao feminismo de forma analítica, em parte para contrastar as influências mais prevalecentes do pós-modernismo e do pós-estruturalismo, para além de demonstrar que a filosofia analítica não é inerentemente ou irremediavelmente tendenciosa pelos e para os homens. As feministas analíticas tentam assim reabilitar certos conceitos-chave, como verdade, razão, objectividade, agência e autonomia, tanto porque são normativamente convincentes como, de certa forma, libertadores e empoderadores. Não se limitando a estes conceitos, o feminismo analítico contribuiu para a arena histórica da filosofia analítica, como a filosofia da linguagem, a epistemologia, a metafísica e a filosofia da ciência.
Em 1995, a revista filosófica norte-americana Hypatia publicou uma edição especial, esclarecendo o significado do feminismo analítico no contexto analítico anglo-americano dominante e no campo de posições filosóficas feministas. Nessa edição, autoras como Ann Cudd, então membro da Universidade de Kansas, Ann Garry, da California State University Los Angeles, e Lynn Hankinson Nelson, da Universidade de Washington, exposeram a problemática que o feminismo analítico não era geralmente reconhecido, sendo até depreciado, não apenas pelos analistas filósofos, mas também pela agenda acadêmica, inclusive pela secção feminista. Considerado uma subcategoria da filosofia analítica e do feminismo, o feminismo analítico reconhece as tradições filosóficas de ambos os campos, ao mesmo tempo que aborda questões proeminentes dentro desses campos.

## Abordagem filosófica
O feminismo analítico, conforme definido por Ann E. Cudd, "sustenta que a melhor forma de combater o sexismo e androcentrismo é através da formação de uma concepção clara e da busca pela verdade, consistência lógica, objetividade, racionalidade, justiça e o bem, ao mesmo tempo que reconhece que essas noções foram frequentemente pervertidas pelo androcentrismo ao longo da história da filosofia." (1996: 20), fazendo uso não só da literatura tradicionalmente considerada como filosofia analítica, mas também de outras tradições filosóficas, bem como do trabalho de feministas que exploram campos científicos, como a sociologia e a biologia. A grande maioria dos filósofos analíticos, valoriza a clareza e a precisão no argumento, tendendo a usar análises lógicas e linguísticas mais rigorosamente estruturadas para chegar às suas conclusões e posições em comparação com outras abordagens filosóficas.
Neste campo, existe quase sempre um esforço acrescido e consciente para usar a palavra "analítico" ou "analítica", devido ao falso pressuposto de que em alguns campos filosóficos o trabalho feminista está ligado a outros tipos e métodos de filosofia, ao passo que, após revisão, grande parte do trabalho no feminismo está na realidade mais próximo do método das convenções analíticas.
De acordo com os seus estudiosos, o melhor método para se combater o sexismo e o androcentrismo nas suas respectivas áreas de investigação é formar uma concepção clara e praticar a consistência lógica e neutral.

### Conceitos
Embora o feminismo analítico retenha apenas alguns conceitos tradicionais, não é doutrinário. Existe, no entanto, a partilha de um "desejo central" em vez de um princípio fundamental, isto é, a necessidade de se apegar a um número suficiente das noções normativas essenciais da tradição europeia moderna para ajudar no tipo de normatividade, o que é necessário tanto para a teoria política feminista quanto para a filosofia.
Parte do seu estudo, baseia-se, também, na concepção de uma filosofia apoiada pela construção de "pontes" entre diferentes tipos de estudos e filosofias, sejam tradicionais, científicos ou sociais.
Um princípio do feminismo analítico sustenta que, se as posições dos filósofos são aplicáveis universalmente, estas devem ser utilizáveis tanto por homens como por mulheres, e numa série de situações sociais. Esta é a base para o que pode ser considerado a reconstrução da filosofia através do feminismo analítico. Esta abordagem tenta assim limitar a criação de áreas ou categorias de filosofia que se apliquem a apenas um determinado género, tornando-se na tentativa de se criar algo que se aplique a “todos” (homens e mulheres) em vez de apenas “alguns”, utilizando exemplos específicos de tópicos como a ética feminina, ética ginocêntrica ou a ética lésbica. A base desta abordagem universal resultaria numa ética feminista analítica, cuja metafísica criaria e estabeleceria um novo critério de adequação para os campos da ética e da metafísica. O objetivo de Miranda Fricker e Jennifer Hornsby, editoras do The Cambridge Companion to Feminism in Philosophy, é incluir esta posição na corrente principal da disciplina (Fricker e Hornsby 2000).
Sem se basear na abordagem de quaisquer características “essenciais”, sejam elas experiências, interesses ou antecedentes, o feminismo analítico permite manter o nível de importância de uma variedade de perspectivas, ao mesmo tempo que elabora uma teoria “funcional”.
Há uma variedade de abordagens em relação à reconstrução da filosofia dentro do feminismo analítico. Alguns filósofos, como Bailey (Bailey 2010) e Gary (Garry 2012), incluem o uso da interseccionalidade na sua abordagem. Miranda Fricker (2007) e Kristie Dotson (2011) fazem uso do conceito de Privilégio (desigualdade social) nos seus, particularmente no que diz respeito à ignorância epistêmica e à injustiça epistêmica. Em 2018, Alice Crary criticou algumas dessas tendências recentes do feminismo analítico.